# チェルヴァ
チェルヴァ（イタリア語: Cerva）は、イタリア共和国カラブリア州カタンザーロ県にある、人口約1,200人の基礎自治体（コムーネ）。

## 地理

### 位置・広がり

#### 隣接コムーネ
隣接するコムーネは以下の通り。
- アンダリ
- ベルカストロ
- クローパニ
- ペトロナ
- セルサーレ